# Vincenzo Lumia
Vincenzo Lumia (Tunisi, 18 marzo 1908 – ...) è stato un calciatore italiano, di ruolo centrocampista.

## Carriera
Dopo gli esordi con il Tommaso Gargallo Siracusa, debutta in Serie B con il Bari nella stagione 1930-1931 e l'anno seguente torna al Siracusa.
Successivamente passa al Messina, militando in Serie B a partire dalla stagione 1932-1933; impiegato inizialmente come attaccante e poi come centrocampista, disputa in totale sei campionati cadetti per un totale di 152 presenze e 23 reti.
Gioca infine per altri due anni nel Varese.

## Palmarès

### Club

#### Competizioni nazionali
- Serie C: 1

Varese: 1939-1940 (girone C)